# Liste der Baudenkmäler in Untergriesbach

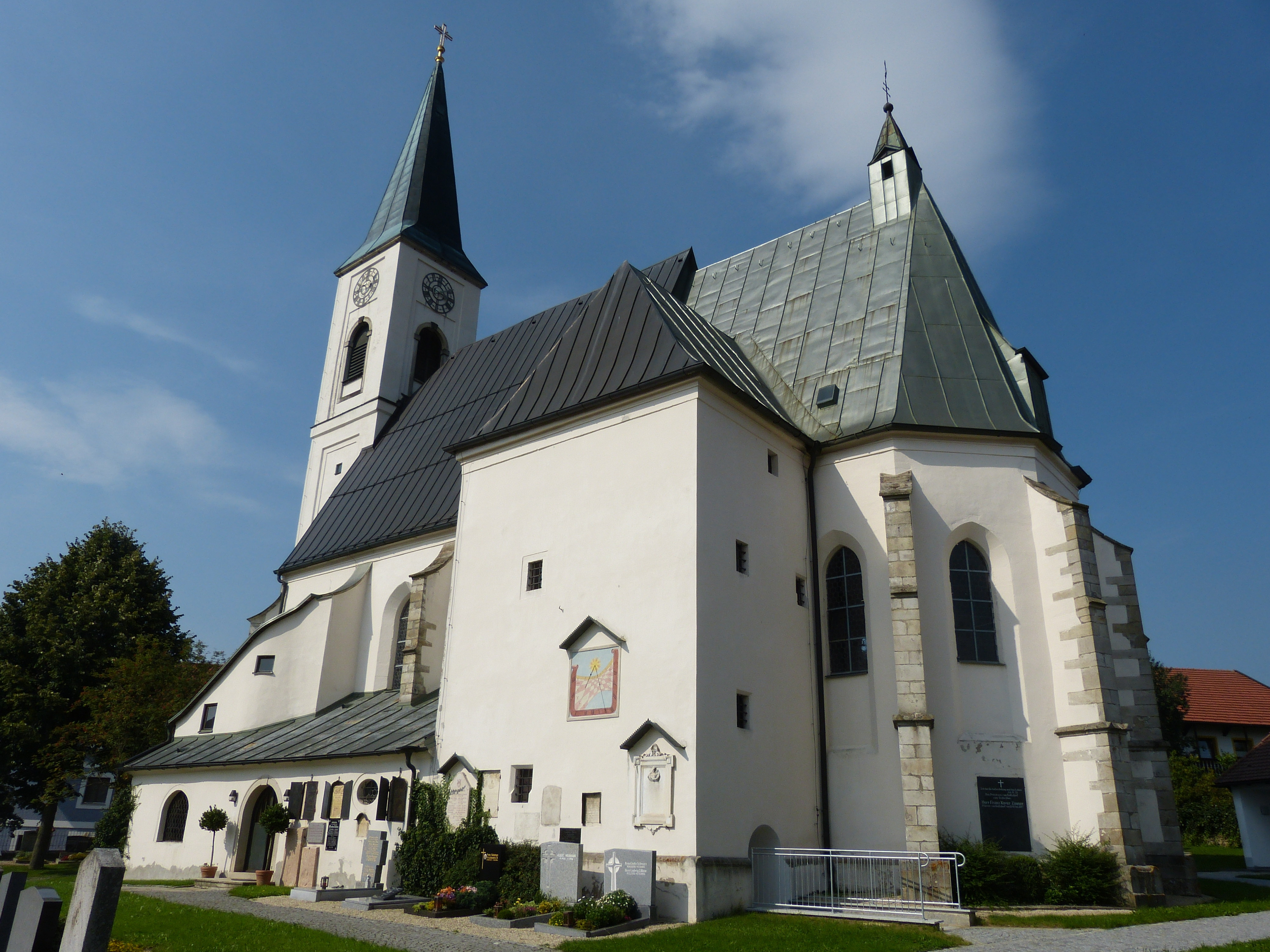
Pfarrkirche in Gottsdorf

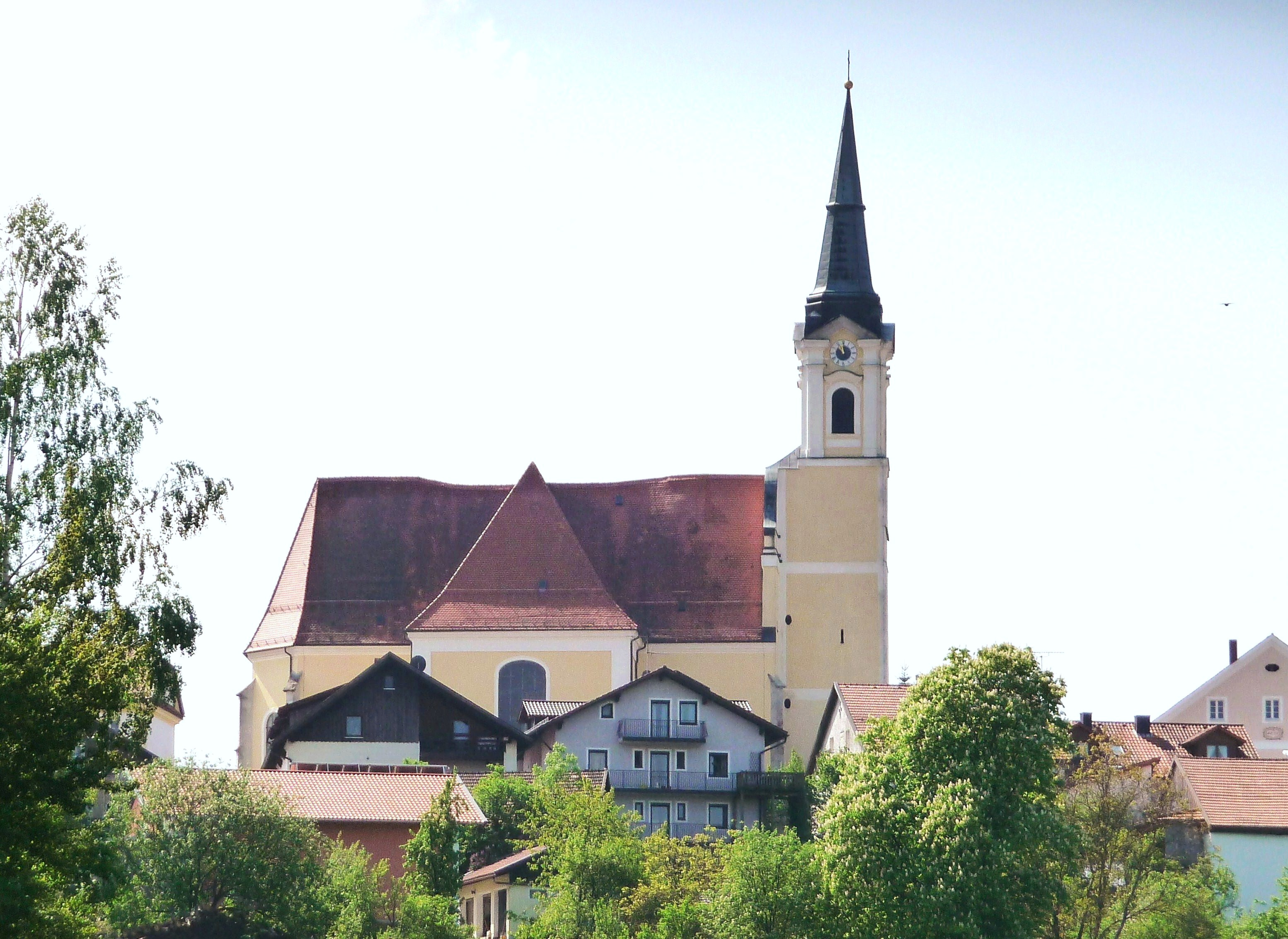
Pfarrkirche Untergriesbach

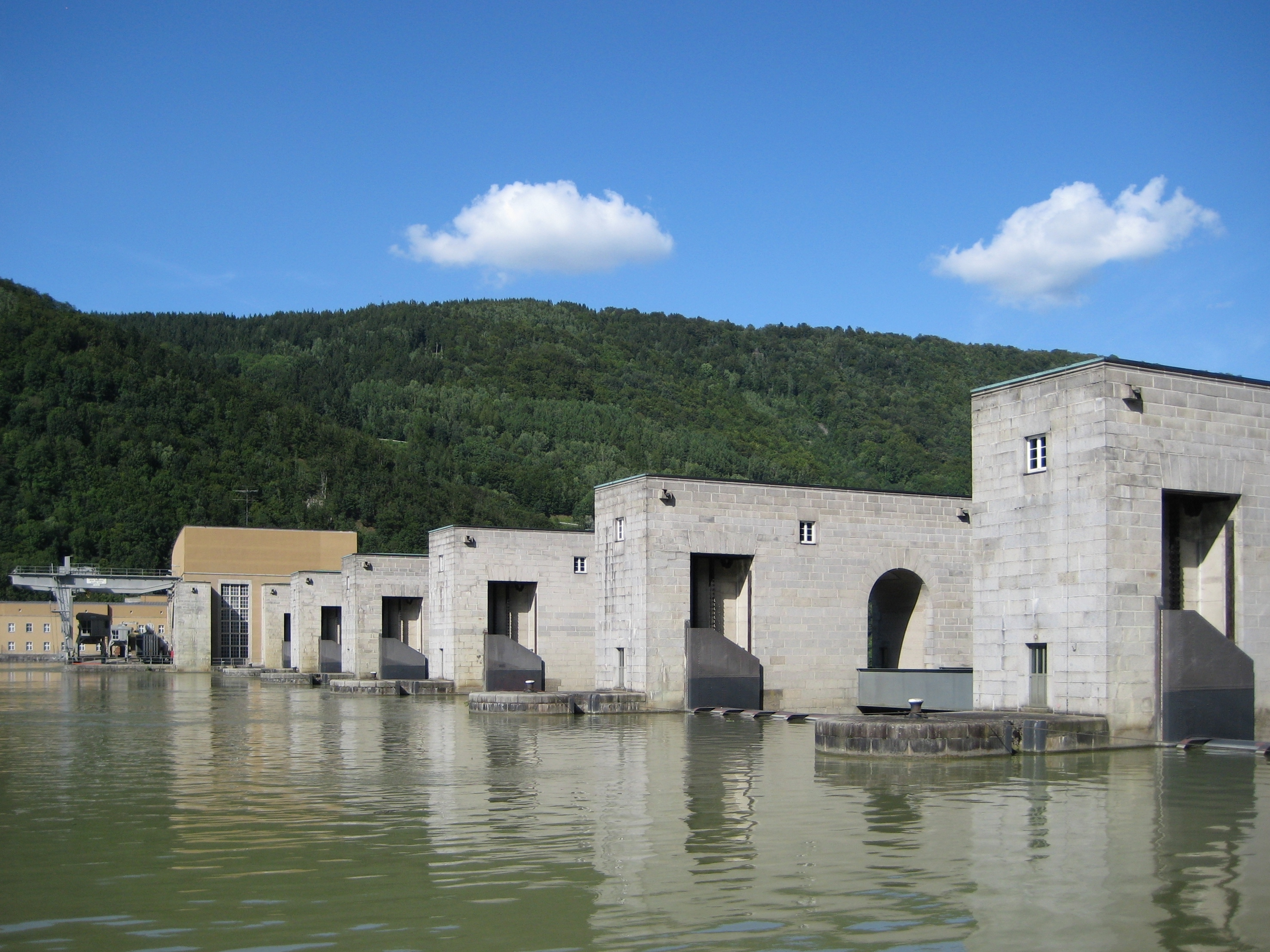
Kraftwerk Jochenstein

Auf dieser Seite sind die Baudenkmäler in dem niederbayerischen Markt Untergriesbach zusammengestellt. Diese Tabelle ist eine Teilliste der Liste der Baudenkmäler in Bayern. Grundlage ist die Bayerische Denkmalliste, die auf Basis des Bayerischen Denkmalschutzgesetzes vom 1. Oktober 1973 erstmals erstellt wurde und seither durch das Bayerische Landesamt für Denkmalpflege geführt wird. Die folgenden Angaben ersetzen nicht die rechtsverbindliche Auskunft der Denkmalschutzbehörde.

## Ensembles

### Ensemble Marktplatz und Marktstraße

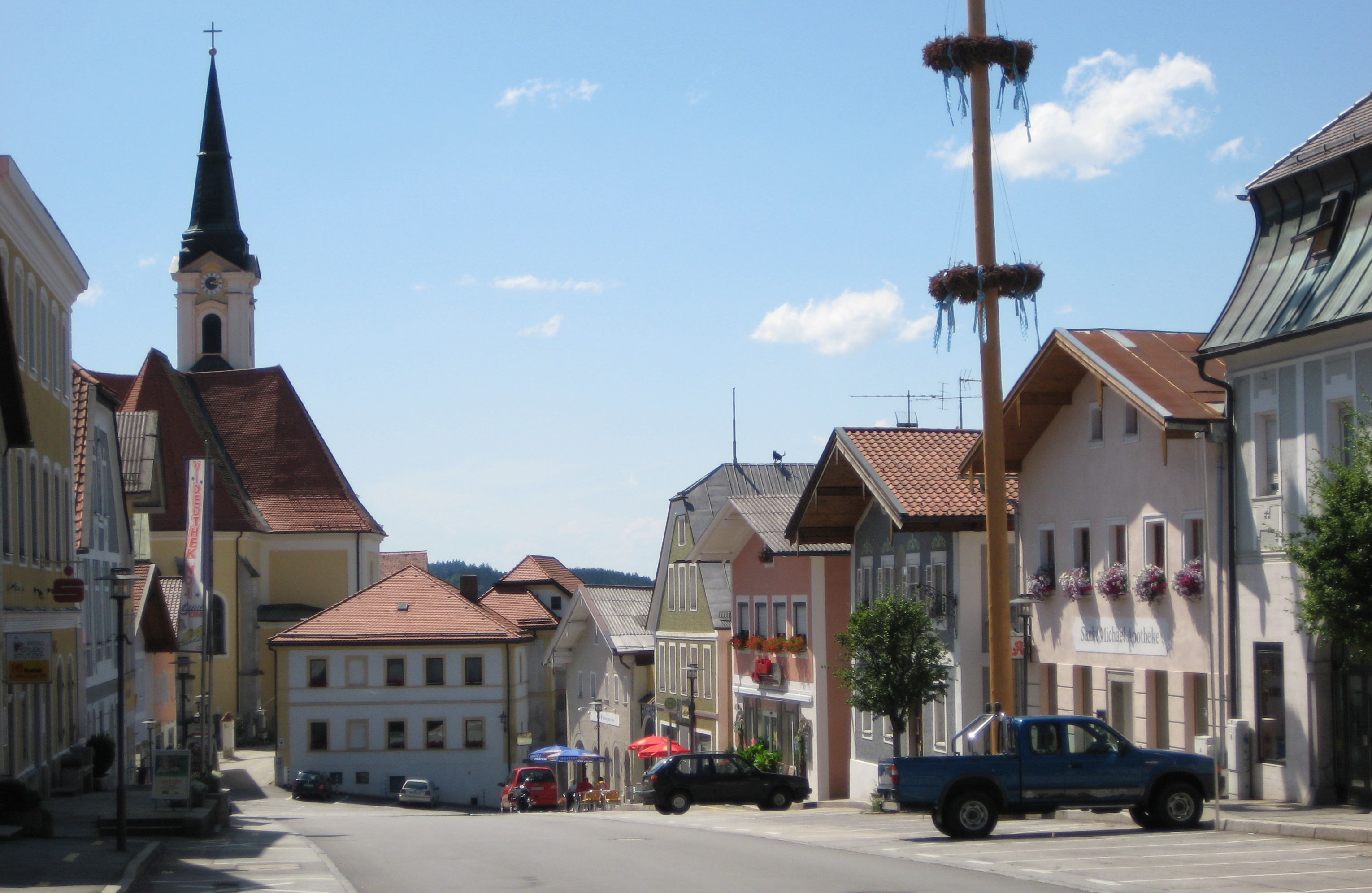

Das Ensemble umfasst die Hauptstraße von Untergriesbach mit ihrer Bebauung sowie den beherrschenden Bau der Pfarrkirche mit altem Friedhof und Pfarrhof.
Der west-östlich verlaufende, sehr geradlinige und zum Platz ausgeweitete Straßenraum liegt im Zuge der alten Durchgangsstraße auf einem freien Bergrücken. Diese für die Marktsiedlungen im unteren Bayerischen Wald charakteristische Lage kam in dem alten Namen des Ortes „Griesbach am hohen Markt“ zum Ausdruck. Der älteste Teil der Siedlung ist wohl im Bereich der Pfarrkirche St. Michael am Westende des Marktes zu suchen. Von hier aus erfolgte der regelmäßige Ausbau der Marktstraße nach Osten, der wohl mit der Marktrechtsverleihung durch Bischof Otto von Passau, 1260, in Zusammenhang zu bringen ist. An der nordöstlichen Ecke der hohen Kirchhofummauerung, über der das ehemalige Schulhaus aufragt, setzt die bürgerliche geschlossene Bebauung ein. Die meist zweigeschossigen verputzten Giebel, Traufseit- und Halbwalmhäuser gehen in der Regel auf das 18. und 19. Jahrhundert zurück; einige zeichnen sich durch gotisierende Kragsturzportale, durch Fassadenstuck in Formen des späten Barock und Fassadengliederungen in klassizistischen Formen aus. Für die lebendige Wirkung des Platzbildes von Bedeutung sind die ländlichen, weit vorstehenden Flachsatteldächer, die sich ebenso wie einige Vorschussmauern bzw. -giebel erhalten haben. 
Die „Marktstraße“ bildet den oberen östlichen Teil des Platzes, ihr äußerer Teil fällt ostwärts ab. Ihre Bebauung ist ähnlich, doch schlichter als im Westteil des Ensembles; unter den Anwesen haben sich einzelne bäuerliche erhalten, die sich an der Straßenseite in die Platzwände einordnen und rückwärts Hofanlagen aufweisen. Störend im Straßenbild ist der schlecht gestaltete Neubau Nr. 17. Eindrucksvoller Höhepunkt im Ensemble ist die barocke im Kern mittelalterliche, vom hochgelegenen Friedhof umgebene Pfarrkirche mit ihren drei hohen Dächern und dem Turm, die im Westen das Platzbild optisch abschließen und deren Erscheinung selbst in den höher gelegenen östlichen Teilen des Platzes noch wirksam ist.
Aktennummer: E-2-75-153-1

## Baudenkmäler nach Ortsteilen

### Untergriesbach
| Lage                             | Objekt                                                                | Beschreibung | Akten-Nr.     | Bild                                  |
| -------------------------------- | --------------------------------------------------------------------- | --- | ------------- | ------------------------------------- |
| Badgasse9;Urtlweg (Standort)     | Bildstock                                                             | Kopfstück mit Satteldach auf Achteckpfeiler, Granit, wohl 16. Jahrhundert | D-2-75-153-1  | Bildstock                             |
| Badgasse (Standort)              | Pranger                                                               | Pranger in Form einer Fiale mit Standplatte, Kugelspitze und Kreuzaufsatz, bezeichnet mit 1590 und 1847 | D-2-75-153-23 | Pranger                               |
| Marktplatz (Standort)            | Brunnen                                                               | Brunnen mit Figur des hl. Johannes Nepomuk, quadratisches Becken mit gestuftem Sockel und toskanischer Brunnensäule, Granit 18. Jahrhundert; früher vor dem Pfarrhaus | D-2-75-153-22 | weitere Bilder                        |
| Marktplatz 10 (Standort)         | Wohnhaus                                                              | Dreigeschossiger und giebelständiger Flachsatteldachbau mit Dachvorschuss und nachbarocker Putzgliederung, Türsturz bezeichnet mit 1776 | D-2-75-153-2  | Wohnhaus                              |
| Marktplatz 12 (Standort)         | Wohnhaus                                                              | Zweigeschossiger und traufständiger Mansardwalmdachbau mit klassizistischen Putzgliederungen, bezeichnet mit 1816 | D-2-75-153-4  | Wohnhaus                              |
| Marktplatz 15 (Standort)         | Wohnhaus                                                              | Zweigeschossiger und giebelständiger Schopfwalmdachbau mit Putzgliederungen, bezeichnet mit 1780 | D-2-75-153-5  | Wohnhaus                              |
| Marktplatz 16 (Standort)         | Gasthaus Lanz                                                         | Giebelständiger, zweigeschossiger Bau mit Flachsatteldach, Fassade mit nachbarockem Stuckdekor, Anfang 19. Jahrhundert; mit Ausstattung | D-2-75-153-6  | Gasthaus Lanz                         |
| Marktplatz 20 (Standort)         | Wohn- und Geschäftshaus                                               | Zweigeschossiger und giebelständiger Schopfwalmdachbau, frühes 19. Jahrhundert | D-2-75-153-7  | Wohn- und Geschäftshaus               |
| Marktplatz 21 (Standort)         | Wohnhaus                                                              | Eingeschossiger und giebelständiger Flachsatteldachbau mit Kniestock, Schleppdach und Kragsturzportal, 18./19. Jahrhundert, im Kern 2. Hälfte 16. Jahrhundert | D-2-75-153-8  | Wohnhaus                              |
| Marktplatz 27 (Standort)         | Katholische Pfarrkirche St. Michael                                   | Saalkirche mit Querhaus, Polygonalchor und Westturm, Neubau 1725, unter Verwendung gotischer Teile, dabei durch Querhaus kreuzförmig erweitert, Turm 1714, 1801 klassizistisch aufgestockt; mit Ausstattung; Friedhofsmauer, Nordseite mit Strebepfeilern, wohl spätmittelalterlich; Friedhofskreuz im Viernageltypus, Gusseisen, um 1900; Zwei bemalte Schmiedeeisenkreuze, 18.–19. Jahrhundert | D-2-75-153-10 | weitere Bilder                        |
| Marktplatz 29, 31 (Standort)     | Ehemalige Schule                                                      | Zweiteilige und winkelförmige Bautengruppe, Westteil dreigeschossiger und traufständiger Schopfwalmdachbau, Ostteil zweigeschossiger und firstparalleler Walmdachbau, wohl Anfang 19. Jahrhundert | D-2-75-153-11 | weitere Bilder                        |
| Marktstraße 6 (Standort)         | Türgewände                                                            | Kragsturzportal, Granit, bezeichnet mit 1554 | D-2-75-153-13 | Türgewände                            |
| Marktstraße 8 (Standort)         | Wohnhaus eines ehemaligen Bauernhofes                                 | Zweigeschossiger und traufständiger Flachsatteldachbau mit Kragsturzportal und seitlicher Einfahrt, Portal bezeichnet mit 1568 | D-2-75-153-14 | Wohnhaus eines ehemaligen Bauernhofes |
| Marktstraße 12 (Standort)        | Wohnhaus                                                              | Zweigeschossiger und traufständiger Satteldachbau mit Kragsturzportal, bezeichnet mit 1682 | D-2-75-153-16 | Wohnhaus                              |
| Marktstraße 13 (Standort)        | Drei klassizistische Stuckreliefs                                     | Drei klassizistische Stuckreliefs an der Fassade, bezeichnet mit 1824 | D-2-75-153-17 | Drei klassizistische Stuckreliefs     |
| Marktstraße 16 (Standort)        | Hauseingang                                                           | Türgewände Granit, bezeichnet mit 1728, zweifeldrige Haustür, Mitte 19. Jahrhundert | D-2-75-153-18 | Hauseingang                           |
| Marktstraße 30 (Standort)        | Wohnhaus                                                              | Zweigeschossiger und giebelständiger Flachsatteldachbau mit Dachvorschuss, Kniestock und nachbarockem Putzdekor, Anfang 19. Jahrhundert | D-2-75-153-20 | Wohnhaus                              |
| Passauer Straße 9, 11 (Standort) | Pfarrhof                                                              | Große Hofanlage; Pfarrhaus, stattlicher, zweigeschossiger und giebelständiger Satteldachbau, bezeichnet mit 1672; Ehemaliges Wirtschaftsgebäude, langgestreckter, zweigeschossiger und giebelständiger Satteldachbau mit Arkadenöffnungen und korbbogigem Hoftor, 18./19. Jahrhundert | D-2-75-153-21 | weitere Bilder                        |
| Röhrndl 2 (Standort)             | Katholische Kirche St. Johannes der Täufer, sogenannte Röhrndlkapelle | Saalkirche mit leicht eingezogener, halbrunder Apsis, schmiedeeisernem Dachreiter und Vordach auf Säulen, Rokoko, 1765/68; mit Ausstattung | D-2-75-153-24 | weitere Bilder                        |

### Dienberg
| Lage                  | Objekt     | Beschreibung                                                                          | Akten-Nr.     | Bild       |
| --------------------- | ---------- | ------------------------------------------------------------------------------------- | ------------- | ---------- |
| Dienberg 1 (Standort) | Hofkapelle | Giebelständiger Satteldachbau, neugotisch, 2. Hälfte 19. Jahrhundert; mit Ausstattung | D-2-75-153-25 | Hofkapelle |

### Endsfelden
| Lage                    | Objekt     | Beschreibung                                                                                              | Akten-Nr.     | Bild      |
| ----------------------- | ---------- | --- | ------------- | --------- |
| Endsfelden 7 (Standort) | Bauernhaus | Eingeschossiger und traufständiger Halbwalmdachbau mit Bändergliederung und Eckerker, bezeichnet mit 1843 | D-2-75-153-28 | BW        |
| Im Rissel (Standort)    | Bildstock  | Viergiebeliges Kopfstück mit Inschrift auf Säule, Granit, bezeichnet mit 1674                             | D-2-75-153-29 | Bildstock |

### Gammertshof
| Lage                          | Objekt                                   | Beschreibung | Akten-Nr.     | Bild           |
| ----------------------------- | ---------------------------------------- | --- | ------------- | -------------- |
| Gammertshof 10, 11 (Standort) | Ehemaliger Edelsitz, jetzt Bauernanwesen | Zweigeschossiger, zum Teil veränderter Flachsatteldachbau des frühen 16. Jahrhunderts; Turmuntergeschoss an der Südecke | D-2-75-153-31 | weitere Bilder |

### Glotzing
| Lage                  | Objekt                         | Beschreibung | Akten-Nr.     | Bild                           |
| --------------------- | ------------------------------ | --- | ------------- | ------------------------------ |
| Glotzing 1 (Standort) | Bauernhaus eines Vierseithofes | Zweigeschossiger und traufständiger Flachsatteldachbau mit Dachvorschuss und Kniestock, bezeichnet mit 1856; Hofkapelle, giebelständiger Satteldachbau mit korbbogiger Öffnung, Mitte 19. Jahrhundert | D-2-75-153-32 | Bauernhaus eines Vierseithofes |

### Gotting
| Lage                                         | Objekt    | Beschreibung                                                                 | Akten-Nr.     | Bild      |
| -------------------------------------------- | --------- | ---------------------------------------------------------------------------- | ------------- | --------- |
| an der Straße nach Untergriesbach (Standort) | Bildstock | Vierseitig bogenförmiges Kopfstück auf Säule, Granit, Anfang 18. Jahrhundert | D-2-75-153-34 | Bildstock |

### Gottsdorf
| Lage                                                           | Objekt                                         | Beschreibung | Akten-Nr.     | Bild           |
| -------------------------------------------------------------- | ---------------------------------------------- | --- | ------------- | -------------- |
| Alte Dorfstraße 34 (Standort)                                  | Bauernhaus                                     | Zweigeschossiger und giebelständiger Flachsatteldachbau mit Dachvorschuss und Putzgliederungen, bezeichnet mit 1857 und 1904 | D-2-75-153-36 | Bauernhaus     |
| Alte Dorfstraße 42 (Standort)                                  | Bildstock                                      | Satteldachgehäuse auf Säule, Granit, bezeichnet mit 1648 | D-2-75-153-41 | Bildstock      |
| Reitgasse. Straße nach Linden (Standort)                       | Bildstock                                      | Vierseitiges verdachtes Kopfstück auf Säule, Granit, bezeichnet mit 1691 | D-2-75-153-44 | Bildstock      |
| Kr PA 50. Straße nach Neustift (Standort)                      | Bildstock                                      | Viergiebeliges Kopfstück auf Säule, Granit, bezeichnet mit 1715 | D-2-75-153-42 | Bildstock      |
| AlteDorfstraße;Kaltenbrunnenfeld;Nähe Gottsdorf (Standort)     | Bildstock                                      | Viergiebeliges Gehäuse auf Säule, Granit, bezeichnet mit 1714 (?) | D-2-75-153-40 | Bildstock      |
| Alte Dorfstraße 23; In Gottsdorf; St.- Jakob-Straße (Standort) | Bildstock                                      | Vierseitiges Kielbogengehäuse auf Achteckpfeiler, Granit, bezeichnet mit 1593 | D-2-75-153-39 | Bildstock      |
| Straße nach Riedl, Riedler Straße 23 (Standort)                | Bildstock                                      | Vierseitiges, übereck geöffnetes Satteldachgehäuse auf Säule und Sockel, Granit, bezeichnet mit 1642 (?). | D-2-75-153-43 | Bildstock      |
| In Gottsdorf (Standort)                                        | Kapelle                                        | Schindelgedeckter Zeltdachbau mit offenem Gehäuse, 18. Jahrhundert | D-2-75-153-37 | Kapelle        |
| Kaltenbrunn (Standort)                                         | Wallfahrtskapelle Kaltenbrunn                  | Saalkirche mit eingezogener, halbrund schließender Apsis und mittlerem Fassadenturm mit Eingang und Figur des hl. Johannes Nepomuk (um 1750), 1841/52; mit Ausstattung | D-2-75-153-38 | weitere Bilder |
| Reitgasse 2; Reitgasse 5 (Standort)                            | Katholische Pfarrkirche St. Jakobus der Ältere | Saalkirche mit eingezogenem Polygonalchor, Fassadenturm, Steildach, Anbauten und dreigeschossiger Sakristei mit Walmdach, spätgotisch, Mitte 15. Jahrhundert, innen bezeichnet mit 1441, 1451 und 1524, Turm ab 1712, Anbauten 1. Hälfte 18. Jahrhundert; mit Ausstattung; Friedhofsmauer mit Pfosten, Polygonal- und Bruchsteinmauerwerk, 18. Jahrhundert, Eisengitter am Aufgang, bezeichnet mit 1837, Polygonalmauerwerk jünger; Kreuzsäule auf gestuften Sockel, mit Schmiedeeisenkreuz, Granit, 17./18. Jahrhundert | D-2-75-153-35 | weitere Bilder |

### Grub
| Lage               | Objekt  | Beschreibung                                | Akten-Nr.     | Bild    |
| ------------------ | ------- | ------------------------------------------- | ------------- | ------- |
| In Grub (Standort) | Kapelle | Alte Ausstattung der modernen Weilerkapelle | D-2-75-153-47 | Kapelle |

### Hanzing
| Lage                             | Objekt                    | Beschreibung                                          | Akten-Nr.     | Bild                      |
| -------------------------------- | ------------------------- | ----------------------------------------------------- | ------------- | ------------------------- |
| In Hanzing; Ortsmitte (Standort) | Kruzifix mit Arma Christi | Arma-Christi-Kreuz im Dreinageltypus, 19. Jahrhundert | D-2-75-153-48 | Kruzifix mit Arma Christi |

### Haunersdorf
| Lage                     | Objekt     | Beschreibung | Akten-Nr.     | Bild           |
| ------------------------ | ---------- | --- | ------------- | -------------- |
| Haunersdorf 6 (Standort) | Haustür    | Geschnitzte Haustür und skulptiertes Türgerüst, bezeichnet mit 1853                                                            | D-2-75-153-49 | Haustür        |
| Haunersdorf 7 (Standort) | Bauernhaus | Zweigeschossiger und giebelständiger Satteldachbau mit Dachüberstand, Kniestock und farbiger Stuckgliederung auf Rauputz, 1845 | D-2-75-153-50 | weitere Bilder |

### Hitzing
| Lage                 | Objekt                       | Beschreibung                                                                    | Akten-Nr.     | Bild                         |
| -------------------- | ---------------------------- | ------------------------------------------------------------------------------- | ------------- | ---------------------------- |
| Hitzing 1 (Standort) | Wohnhaus eines Vierseithofes | Stattlicher Mansardwalmdachbau mit Putzgliederungen, 1. Drittel 19. Jahrhundert | D-2-75-153-51 | Wohnhaus eines Vierseithofes |

### Höhenberg
| Lage                   | Objekt                                | Beschreibung                                                    | Akten-Nr.     | Bild                                  |
| ---------------------- | ------------------------------------- | --------------------------------------------------------------- | ------------- | ------------------------------------- |
| Höhenberg 2 (Standort) | Zugehöriger freistehender Traidkasten | Giebelständiger Blockbau mit Satteldach, Anfang 19. Jahrhundert | D-2-75-153-52 | Zugehöriger freistehender Traidkasten |

### Holzhäusl
| Lage                   | Objekt          | Beschreibung | Akten-Nr.     | Bild            |
| ---------------------- | --------------- | --- | ------------- | --------------- |
| Holzhäusl 1 (Standort) | Kleinbauernhaus | Eingeschossiger und traufständiger, verputzter Blockbau mit vorschießendem Flachsatteldach, 2. Hälfte 18. Jahrhundert | D-2-75-153-53 | Kleinbauernhaus |
| Viecht (Standort)      | Bildstock       | Viergiebliges Kopfstück mit Gusseisenkreuz auf Säule, Granit, bezeichnet mit 1710                                     | D-2-75-153-54 | Bildstock       |

### Jochenstein
| Lage                                                            | Objekt                                       | Beschreibung | Akten-Nr.      | Bild           |
| --------------------------------------------------------------- | -------------------------------------------- | --- | -------------- | -------------- |
| Am Kraftwerk 1, 2, 3, Donau (Standort)                          | Donaukraftwerk Jochenstein                   | Laufwasserkraftwerk in der Donau an der deutsch-österreichischen Grenze, 1952–1956 durch die Donaukraftwerk Jochenstein AG errichtet, architektonische Gestaltung nach Plänen des Architekten Roderich Fick Krafthaus, verputzter Hallenbau in Stahlskelettkonstruktion mit Werksteinverkleidungen und fünf Kaplanturbinen Wehranlage, sechsfeldriges Bauwerk mit fünf Flusspfeilern, Werkstein verkleidete Wehrpfeiler mit Rundbogenöffnungen und Wehrsteg (überwiegend in Österreich gelegen) Schleusenanlage, Doppelkammerschleuse mit Betriebsbrücke Verwaltungs- und Betriebsgebäude, mit Kraftwerkswarte, Werkhalle, Werkstätten und Wohngebäude, zwei- bis viergeschossige verputzte Ziegelbauten mit Mezzanin, Walmdächern, Werksteingliederung und teilweise mit Werksteinverkleidung Laufkräne mit Kran- und Kabelbahn | D-2-75-153-105 | weitere Bilder |
| Donau (auf der Felseninsel Jochenstein in der Donau) (Standort) | Kapellenbildstock und Johannes-Nepomuk-Figur | Satteldachgehäuse mit Stichbogennische, 18. Jahrhundert; westlich steinerne Figur des hl. Johannes Nepomuk, 18. Jahrhundert | D-2-75-153-56  | weitere Bilder |

### Kappelgarten
| Lage                | Objekt             | Beschreibung | Akten-Nr.     | Bild               |
| ------------------- | ------------------ | --- | ------------- | ------------------ |
| Mühlfeld (Standort) | Arma-Christi-Kreuz | Dreinageltypus in der Art des Joseph Weidinger, 19. Jahrhundert Bildstock, vierseitig stichbogiges Kopfstück auf Säule, Granit, bezeichnet mit 1828 | D-2-75-153-57 | Arma-Christi-Kreuz |

### Knittlmühle
| Lage                     | Objekt                       | Beschreibung                                                                            | Akten-Nr.     | Bild           |
| ------------------------ | ---------------------------- | --------------------------------------------------------------------------------------- | ------------- | -------------- |
| Knittlmühle 1 (Standort) | Hauptgebäude der Knittlmühle | Dreigeschossiger Flachsatteldachbau, Ende 18. Jahrhundert, im 19. Jahrhundert verändert | D-2-75-153-60 | weitere Bilder |

### Kroding
| Lage                  | Objekt             | Beschreibung                                                    | Akten-Nr.     | Bild               |
| --------------------- | ------------------ | --------------------------------------------------------------- | ------------- | ------------------ |
| Kroding 10 (Standort) | Arma-Christi-Kreuz | Dreinageltypus in der Art des Joseph Weidinger, 19. Jahrhundert | D-2-75-153-61 | Arma-Christi-Kreuz |

### Kronawitten
| Lage                     | Objekt                       | Beschreibung | Akten-Nr.     | Bild                         |
| ------------------------ | ---------------------------- | --- | ------------- | ---------------------------- |
| Kronawitten 1 (Standort) | Wohnhaus eines Vierseithofes | Zweigeschossiger Flachsatteldachbau mit Kniestock, bezeichnet mit 1828; Hofkapelle, giebelständiger Schopfwalmdachbau, Mitte 19. Jahrhundert; Bildstock, Satteldachgehäuse auf Säule, Granit, Mitte 18. Jahrhundert | D-2-75-153-62 | Wohnhaus eines Vierseithofes |

### Kronawitthof
| Lage                      | Objekt    | Beschreibung                                                                 | Akten-Nr.      | Bild      |
| ------------------------- | --------- | ---------------------------------------------------------------------------- | -------------- | --------- |
| Kronawitthof 2 (Standort) | Bildstock | Viergiebliges Kopfstück auf Säule, Granit, bezeichnet mit 1692, Säule jünger | D-2-75-153-108 | Bildstock |

### Krottenthal
| Lage                     | Objekt                                  | Beschreibung                                                   | Akten-Nr.     | Bild |
| ------------------------ | --------------------------------------- | -------------------------------------------------------------- | ------------- | ---- |
| Krottenthal 4 (Standort) | Wohnhaus eines ehemaligen Vierseithofes | Eingeschossiger Flachsatteldachbau, 1. Drittel 19. Jahrhundert | D-2-75-153-65 | BW   |

### Leizesberg
| Lage                                              | Objekt                 | Beschreibung | Akten-Nr.     | Bild                   |
| ------------------------------------------------- | ---------------------- | --- | ------------- | ---------------------- |
| Hauptstraße 11 (Standort)                         | Dorfkapelle Maria Hilf | Satteldachbau mit eingezogener, halbrund schließender Apsis und verblechtem Dachreiter, bezeichnet mit 1830; mit Ausstattung | D-2-75-153-66 | Dorfkapelle Maria Hilf |
| Hauptstraße 20; Hauptstraße 24 (Standort)         | Vierseithof            | Wohnhaus, zweigeschossiger und giebelständiger Flachsatteldachbau mit farbigem Fassadenstuck, 1854; Südflügel mit Hofeinfahrt, zweigeschossiger und traufständiger Schopfwalmdachbau, bezeichnet mit 1865; Nordflügel, Stallstadel mit Halbwalmdach und Bändergliederungen, nach 1850; Westflügel, Stall mit Satteldach, wohl 1865 | D-2-75-153-67 | weitere Bilder         |
| Hauptstraße 34 (Standort)                         | Vierseithof            | Wohnhaus, zweigeschossiger Walmdachbau mit Putzgliederungen und Pilasterportal, bezeichnet mit 1841; Wirtschaftsflügel mit Stallungen und Wohnräumen, zweigeschossiger Satteldachbau mit zugesetztem, reich ornamentiertem Tor und Hoftor, bezeichnet mit 1840; Westflügel, großer Pfeilerstadel mit Schopfwalm und gekrümmten Bügen, Ende 18. Jahrhundert; Nordflügel, zweiteiliger Satteldachbau, westlich Stall mit Heuboden und Dachvorschuss, östlich zweigeschossiges Wohnhaus mit Traufschrot, Mitte 19. Jahrhundert | D-2-75-153-68 | weitere Bilder         |
| Unterfeld; Von Ziering nach Leizesberg (Standort) | Bildstock              | Viergiebliges Kopfstück auf Säule, Granit, bezeichnet mit 1653 | D-2-75-153-69 | Bildstock              |

### Linden
| Lage                  | Objekt      | Beschreibung                                                                                   | Akten-Nr.     | Bild        |
| --------------------- | ----------- | ---------------------------------------------------------------------------------------------- | ------------- | ----------- |
| Pointweide (Standort) | Feldkapelle | Spitzwinklig schließender Saalbau mit blechgedeckter Apsis, gotisierend, Mitte 19. Jahrhundert | D-2-75-153-70 | Feldkapelle |

### Mitterreut
| Lage                    | Objekt     | Beschreibung                                                               | Akten-Nr.     | Bild       |
| ----------------------- | ---------- | -------------------------------------------------------------------------- | ------------- | ---------- |
| Mitterreut 1 (Standort) | Wegkapelle | Giebelständiger Satteldachbau, 2. Viertel 19. Jahrhundert; mit Ausstattung | D-2-75-153-72 | Wegkapelle |

### Niederndorf
| Lage                     | Objekt  | Beschreibung | Akten-Nr.     | Bild    |
| ------------------------ | ------- | --- | ------------- | ------- |
| Niederndorf 3 (Standort) | Kapelle | Satteldachbau mit leicht eingezogener Polygonalapsis und Blechdach, neugotisch, 2. Hälfte 19. Jahrhundert; mit Ausstattung | D-2-75-153-73 | Kapelle |

### Paulusberg
| Lage                    | Objekt                     | Beschreibung | Akten-Nr.     | Bild           |
| ----------------------- | -------------------------- | --- | ------------- | -------------- |
| Paulusberg 1 (Standort) | Wohnhaus des Vierseithofes | Zweigeschossiger Halbwalmdachbau mit Bänder- und Rauputzgliederungen und Kragsturzportal, 1840/50; Pfeilerstadel, Schopfwalmdachbau mit verbrettertem Oberbau, 1910 | D-2-75-153-74 | weitere Bilder |

### Pfaffenreut
| Lage                                      | Objekt                               | Beschreibung | Akten-Nr.      | Bild                                 |
| ----------------------------------------- | ------------------------------------ | --- | -------------- | ------------------------------------ |
| Aufeld (Standort)                         | Ehemaliger Förderturm                | In Holzständer-Bauweise mit Stülpschalung und flachem Satteldach, nördlich ebenerdiger hölzerner Vorbau mit Satteldach, darin Maschinenhaspel, ca. 1916 | D-2-75-153-106 | weitere Bilder                       |
| Sonnenfeld; Straße nach Saxing (Standort) | Bildstock                            | Viergiebliges Gehäuse mit Säule, Standplatte und Gusseisenkreuz, Granit, bezeichnet mit 1770 | D-2-75-153-81  | Bildstock                            |
| Pfaffenreut 2 (Standort)                  | Ehemaliges Gasthaus                  | Zweigeschossiger und giebelständiger Halbwalmdachbau, bezeichnet mit 1836; Hoftor mit Einfahrt und Fußgängerpforte, profilierte Granitrahmen, neugotisch, bezeichnet mit 1870 | D-2-75-153-76  | Ehemaliges Gasthaus                  |
| Pfaffenreut 8 (Standort)                  | Wohnhaus des Vierseithofes           | Zweigeschossiger Mansardwalmdachbau mit Zwerchhaus und Erker, erbaut 1911 | D-2-75-153-78  | weitere Bilder                       |
| Pfaffenreut 9 (Standort)                  | Vierseithof                          | Wohnhaus, zweigeschoßiger Satteldachbau mit östlichem Pultdachanbau und reicher Putzgliederung, klassizistisch, bezeichnet mit 1826, im Kern wohl älter; Südflügel, zweigeschossiger Wohntrakt mit Eckrundell, klassizistischen Putzgliederungen und korbbogiger Hofeinfahrt, um 1830; Ostflügel mit Stall und Heuboden, zweigeschossiger Satteldachbau mit stichbogigem Tor, bezeichnet mit 1831; Nordflügel, stattlicher Stallstadel über verzogenem Grundriss mit giebelständigem Halbwalmdach, Bruchstein, um 1830 | D-2-75-153-79  | weitere Bilder                       |
| Pfaffenreut 11 (Standort)                 | Katholische Filialkirche St. Barbara | Giebelständiger Saalbau mit Dachreiter, Bruchstein- und Quadermauerwerk, 1850; mit Ausstattung | D-2-75-153-75  | Katholische Filialkirche St. Barbara |
| Pfaffenreut 12 (Standort)                 | Wohnhaus des Dreiseithofes           | Zweigeschossiger und giebelständiger Halbwalmdachbau mit Putzgliederungen, bezeichnet mit 1841 | D-2-75-153-80  | Wohnhaus des Dreiseithofes           |

### Rampersdorf
| Lage                      | Objekt                       | Beschreibung | Akten-Nr.     | Bild                         |
| ------------------------- | ---------------------------- | --- | ------------- | ---------------------------- |
| In Rampersdorf (Standort) | Dorfkapelle                  | Giebelständiger Satteldachbau mit eingezogener, halbrunder Apsis und Dachreiter, neugotisch 1891; mit Ausstattung        | D-2-75-153-84 | Dorfkapelle                  |
| Straßerweg 5 (Standort)   | Wohnhaus eines Vierseithofes | Stattlicher zweigeschossiger und giebelständiger Halbwalmdachbau mit Putzgliederungen und Hofpforte, bezeichnet mit 1853 | D-2-75-153-83 | Wohnhaus eines Vierseithofes |

### Ratzing
| Lage                 | Objekt          | Beschreibung                                                                                          | Akten-Nr.     | Bild            |
| -------------------- | --------------- | --- | ------------- | --------------- |
| Ratzing 8 (Standort) | Kleinbauernhaus | Eingeschossiger und giebelständiger Flachsatteldachbau mit Blockbau-Kniestock, Anfang 19. Jahrhundert | D-2-75-153-85 | Kleinbauernhaus |

### Riedl
| Lage                           | Objekt                                                                 | Beschreibung | Akten-Nr.     | Bild                                                                   |
| ------------------------------ | ---------------------------------------------------------------------- | --- | ------------- | ---------------------------------------------------------------------- |
| Jochensteiner Leite (Standort) | Waldkapelle über dem Steilhang zur Donau, sogenannte Ebenstein-Kapelle | Halbrund schließender Bruchsteinbau mit Satteldach und Backsteinrahmungen, 19. Jahrhundert                                     | D-2-75-153-88 | Waldkapelle über dem Steilhang zur Donau, sogenannte Ebenstein-Kapelle |
| Nähe Riedl (Standort)          | Ruine der Burg Neujochenstein                                          | Ruine der Burg Neujochenstein mit Rest des Bergfrieds, Bruchstein, 13. Jahrhundert                                             | D-2-75-153-87 | weitere Bilder                                                         |
| Schloßleiten (Standort)        | Burgruine Altjochenstein                                               | Anlage des 11./12. Jahrhunderts mit Resten des Wohnbaus und Zwingers; auf Bergzunge südlich von Neujochenstein über der Donau. | D-2-75-153-55 | Burgruine Altjochenstein                                               |

### Roll
| Lage                      | Objekt                          | Beschreibung                                                                   | Akten-Nr.     | Bild                            |
| ------------------------- | ------------------------------- | ------------------------------------------------------------------------------ | ------------- | ------------------------------- |
| Hofleitenäcker (Standort) | Bildstock, sogenannte Pestsäule | Viergiebliges Kopfstück auf Säule, Granit, bezeichnet mit 1644, rückseits 1794 | D-2-75-153-89 | Bildstock, sogenannte Pestsäule |

### Schaibing
| Lage                         | Objekt                                   | Beschreibung | Akten-Nr.     | Bild                                     |
| ---------------------------- | ---------------------------------------- | --- | ------------- | ---------------------------------------- |
| Dorfstraße (Standort)        | Ehemalige Dorfkapelle, jetzt Leichenhaus | Giebelständiger Satteldachbau mit eingezogener, halbrunder Apsis und rundbogigen Öffnungen, 2. Hälfte 19. Jahrhundert                                        | D-2-75-153-91 | Ehemalige Dorfkapelle, jetzt Leichenhaus |
| Dorfstraße 65, 67 (Standort) | Wohnhaus des Vierseithofes               | Zweigeschossiger und giebelständiger Mansardwalmdachbau mit Bändergliederung, 1874; Hoftor mit Einfahrt und Fußgängerpforte, neugotisch, bezeichnet mit 1874 | D-2-75-153-90 | Wohnhaus des Vierseithofes               |

### Scherleinsöd
| Lage                                         | Objekt      | Beschreibung | Akten-Nr.     | Bild        |
| -------------------------------------------- | ----------- | --- | ------------- | ----------- |
| Von Tabakstampf nach Scherleinsöd (Standort) | Bildstock   | Kopfstück mit Satteldach und Firstkreuz auf Kantpfeiler, Granit, 16./17. Jahrhundert                                                           | D-2-75-153-94 | Bildstock   |
| Scherleinsöder Feld (Standort)               | Bildstock   | Viergiebliges Kopfstück mit Wappenschild auf kanneliertem Pfeiler, Granit, 2. Hälfte 16. Jahrhundert                                           | D-2-75-153-93 | Bildstock   |
| Scherleinsöd 5 (Standort)                    | Einfirsthof | Zweigeschossiger und giebelständiger Flachsatteldachbau mit Dachvorsprung, Putzgliederungen und angesetztem Blockbauteil, Ende 18. Jahrhundert | D-2-75-153-92 | Einfirsthof |

### Steinbruck
| Lage                                                    | Objekt    | Beschreibung                                                          | Akten-Nr.     | Bild      |
| ------------------------------------------------------- | --------- | --------------------------------------------------------------------- | ------------- | --------- |
| Nähe Steinbruck; Von Steinbruck zur Kr PA 24 (Standort) | Bildstock | Satteldachgehäuse auf Säule mit Kapitell, Granit, bezeichnet mit 1650 | D-2-75-153-95 | Bildstock |

### Stollbergmühle
| Lage                        | Objekt    | Beschreibung                                                | Akten-Nr.     | Bild      |
| --------------------------- | --------- | ----------------------------------------------------------- | ------------- | --------- |
| Stollbergmühle 1 (Standort) | Bildstock | Satteldach-Kopfstück auf Säule, Granit, bezeichnet mit 1748 | D-2-75-153-96 | Bildstock |

### Taubing
| Lage                 | Objekt     | Beschreibung | Akten-Nr.     | Bild       |
| -------------------- | ---------- | --- | ------------- | ---------- |
| Taubing 1 (Standort) | Hofkapelle | Giebelständiger Satteldachbau mit leicht eingezogener, halbrunder Apsis und Stufengiebel aus Quadermauerwerk, wohl nach 1900 | D-2-75-153-97 | Hofkapelle |

### Unteröd
| Lage                    | Objekt     | Beschreibung                                                                | Akten-Nr.     | Bild       |
| ----------------------- | ---------- | --------------------------------------------------------------------------- | ------------- | ---------- |
| Nähe Unteröd (Standort) | Wegkapelle | Giebelständiger Satteldachbau mit stichbogiger Öffnung, 19./20. Jahrhundert | D-2-75-153-98 | Wegkapelle |

### Unterötzdorf
| Lage                       | Objekt | Beschreibung                                                                     | Akten-Nr.     | Bild  |
| -------------------------- | ------ | -------------------------------------------------------------------------------- | ------------- | ----- |
| In Unterötzdorf (Standort) | Kreuz  | Mit lebensgroßem Kruzifixus im Dreinageltypus, barock, 1. Hälfte 18. Jahrhundert | D-2-75-153-99 | Kreuz |

### Vorholz
| Lage                 | Objekt                                  | Beschreibung | Akten-Nr.      | Bild                                    |
| -------------------- | --------------------------------------- | --- | -------------- | --------------------------------------- |
| Vorholz 6 (Standort) | Wohnhaus des Vierseithofes              | Zweigeschossiger und giebelständiger Flachsatteldachbau mit Kniestock, Dachüberstand und spätklassizistischem Putzdekor, um 1840; Nebengebäude, zweigeschossiger und traufständiger Satteldachbau mit Kniestock, Putzgliederungen und ornamentierter Tür, bezeichnet mit 1903 | D-2-75-153-101 | Wohnhaus des Vierseithofes              |
| Vorholz 8 (Standort) | Wohnhaus eines ehemaligen Vierseithofes | Zweigeschossiger und giebelständiger Flachsatteldachbau mit Kniestock, Gesims- und Putzgliederungen, Mitte 19. Jahrhundert | D-2-75-153-100 | Wohnhaus eines ehemaligen Vierseithofes |

### Ziering
| Lage                                | Objekt      | Beschreibung | Akten-Nr.      | Bild        |
| ----------------------------------- | ----------- | --- | -------------- | ----------- |
| Hölzlweg; Kapellenweg 11 (Standort) | Wegkapelle  | Offenes Flachsatteldachgehäuse mit Putzrahmungen und Stichbogenöffnung, Anfang 19. Jahrhundert; mit Ausstattung                                   | D-2-75-153-102 | Wegkapelle  |
| In Ziering (Standort)               | Dorfkapelle | Giebelständiger Satteldachbau mit eingezogener halbrunder Apsis, Dachreiter und rundbogigen Öffnungen, 2. Hälfte 19. Jahrhundert; mit Ausstattung | D-2-75-153-103 | Dorfkapelle |

## Ehemalige Baudenkmäler
In diesem Abschnitt sind Objekte aufgeführt, die früher einmal in der Denkmalliste eingetragen waren, jetzt aber nicht mehr. Objekte, die in anderem Zusammenhang also z. B. als Teil eines Baudenkmals weiter eingetragen sind, sollen hier nicht aufgeführt werden. Aktennummern in diesem Abschnitt sind ehemalige, jetzt nicht mehr gültige Aktennummern.

| Lage                                     | Objekt                                                           | Beschreibung | Akten-Nr.      | Bild |
| ---------------------------------------- | ---------------------------------------------------------------- | --- | -------------- | ---- |
| Untergriesbach Marktplatz 11 (Standort)  | Kragsturzportal                                                  | Gotisierend, Anfang 19. Jahrhundert | D-2-75-153-3   | BW   |
| Untergriesbach Marktplatz 13 (Standort)  | Wohnhaus                                                         | Dreigeschossiger Traufseitbau mit Flachsatteldach, profilierten Gesimsbändern und geputzter Eckquaderung, im Erdgeschoss Kreuzgratgewölbe, 3. Viertel 19. Jahrhundert, im Kern älter | D-2-75-153-104 | BW   |
| Untergriesbach Marktplatz 23 (Standort)  | Portal                                                           | Portal, gotisierend, Anfang 19. Jahrhundert | D-2-75-153-9   | BW   |
| Untergriesbach Marktstraße 11 (Standort) | Türgewände                                                       | Türgewände und Haustür, Mitte 19. Jahrhundert | D-2-75-153-15  | BW   |
| Eckersäg 1 (Standort)                    | Sogenannte Eckersäge                                             | Zweigeschossiger Putzbau im Stil eines Bauernhauses, wohl Mitte 19. Jahrhundert, Sägewerk mit Gattern, wohl Ende 19. Jahrhundert                                                     | D-2-75-153-26  | BW   |
| Eckerstampf 1 (Standort)                 | Nebengebäude der Graphitmühle                                    | Erdgeschossig, mit weitem Dachvorstand, wohl Mitte 19. Jahrhundert | D-2-75-153-27  | BW   |
| Gammertshof 4 (Standort)                 | Bauernhaus                                                       | Eingeschossiger und traufständiger Mitterstallbau mit Flachsatteldach, bezeichnet mit 1834                                                                                           | D-2-75-153-30  | BW   |
| Grögöd 9 (Standort)                      | Nebengebäude                                                     | Zugehöriges kleines Nebengebäude mit Flachdach und Blockbau-Obergeschoss, Anfang 19. Jahrhundert                                                                                     | D-2-75-153-45  | BW   |
| Grub 12 (Standort)                       | Wohnhaus eines Vierseithofes                                     | Zweigeschossiger und giebelständiger Flachsatteldachbau mit Kniestock und Bändergliederung, bezeichnet mit 1875                                                                      | D-2-75-153-46  | BW   |
| Kinzesberg Kinzesberg 3 (Standort)       | Kleinbauernhaus                                                  | Massivbau mit Flachdach und kleinen Fenstern, Kern Ende 18. Jahrhundert, erneuert 1867                                                                                               | D-2-75-153-58  | BW   |
| Kinzesberg Kinzesberg 6 (Standort)       | Haustür                                                          | Farbig gefasster steinerner Türsturz und bemalte aufgedoppelte Haustür, bezeichnet mit 1808                                                                                          | D-2-75-153-59  | BW   |
| Pfaffenreut 6 (Standort)                 | Portal am Wohnhaus                                               | Portal am Wohnhaus, 1856. | D-2-75-153-77  | BW   |
| Rampersdorf Straßerweg 1 (Standort)      | Zugehöriges eingeschossiges Flachdachhaus mit Blockbau-Kniestock | Zugehöriges eingeschossiges Flachdachhaus mit Blockbau-Kniestock, Anfang 19. Jahrhundert                                                                                             | D-2-75-153-82  | BW   |
| Riedl 13 (Standort)                      | Zugehöriges Bauernhaus                                           | Massivbau mit Flachdach, bezeichnet mit 1859 | D-2-75-153-86  | BW   |